# The Creation of the Humanoids
Pour plus de détails, voir Fiche technique et Distribution.
The Creation of the Humanoids est un film de science-fiction américain réalisé par Wesley Barry, sorti en 1962.

## Synopsis
La Troisième Guerre mondiale a ravagé la Terre, éradiquant 92% de l'Humanité. Pour reconstruire les villes, les survivants ont misé sur les robots, surnommés les « cliqueurs » par les humains, qui tentent d'aider la race humaine mourante. Au fil du temps et grâce à leur relation avec les Terriens, ils sont devenus des humanoïdes capables de s'autonomiser, de ressentir des sentiments ou d'avoir des souvenirs. Cette évolution des robots, ainsi que leur multiplication, entraîne l'inquiétude chez une poignée de survivants qui créent l'Ordre de la Chair et du Sang, un organisme qui désire contrôler les humanoïdes afin de ne pas voir l'espèce humaine disparaître et qui veille à la suprématie des hommes sur eux. 
Parmi eux, le capitaine Kenneth Cragis, fervent défenseur de la cause humaine, qui découvre que sa sœur Esme s'est mis en couple avec un humanoïde, Pax. Pendant ce temps, le docteur Raven utilise des cadavres d'humains fraîchement décédés pour transplanter leurs mémoires, leurs souvenirs ou leur personnalité dans le corps de robots humanoïdes dernière génération. Des réplicants qui ont pour objectif de remplacer les humains... Alors qu'il combat les humanoïdes, Cragis tombe amoureux d'une certaine Maxine qui est opposée à l'Ordre de la Chair et du Sang. Mais il découvre qu'elle est une réplicante et que la vraie Maxine, autrefois humaine, est morte dans un attentat perpétré par l'organisme en question...

## Fiche technique
- Titre original et français : The Creation of the Humanoids
- Réalisation : Wesley Barry
- Scénario : Jay Simms
- Montage : Ace Herman
- Musique : Edward J. Kay
- Photographie : Hal Mohr
- Production : Wesley Barry et Edward J. Kay
- Sociétés de production et distribution : Emerson Film Enterprises
- Pays d'origine :  États-Unis
- Langue originale : anglais
- Format :
- Genre : science-fiction
- Durée : 84 minutes
- Date de sortie : 
  - États-Unis : 3 juillet 1962

## Distribution
- Don Megowan : capitaine Kenneth Cragis
- Erica Elliott : Maxine Megan
- Don Doolittle : Dr. Raven
- George Milan : Acto, un clicker
- Dudley Manlove : Lagan, un clicker
- Frances McCann : Esme Cragis Milos
- David Cross : Pax, un cliqueur
- Malcolm Smith : Court
- Richard Vath : Mark, un cliqueur
- Reid Hammond : Hart, le président du comité de surveillance
- Pat Bradley : Dr. Moffitt
- William Hunter : Ward, le membre d'un comité de surveillance
- Gil Frye : Orus, un cliqueur
- Alton Tabor : le duplicate de Kelly
- Paul Sheriff : le policier